# Hochfeind
Hochfeind är ett berg i Österrike.   Det ligger i distriktet Tamsweg och förbundslandet Salzburg, i den centrala delen av landet, 240 km sydväst om huvudstaden Wien. Toppen på Hochfeind är 1 867 meter över havet.
Terrängen runt Hochfeind är huvudsakligen bergig, men åt nordost är den kuperad. Runt Hochfeind är det glesbefolkat, med 20 invånare per kvadratkilometer.. 
I omgivningarna runt Hochfeind växer i huvudsak blandskog.